# Calinaticina oldroydii
Calinaticina oldroydii är en snäckart som först beskrevs av Dall 1897.  Calinaticina oldroydii ingår i släktet Calinaticina och familjen borrsnäckor. Inga underarter finns listade i Catalogue of Life.